# Thaddäus Rinderle

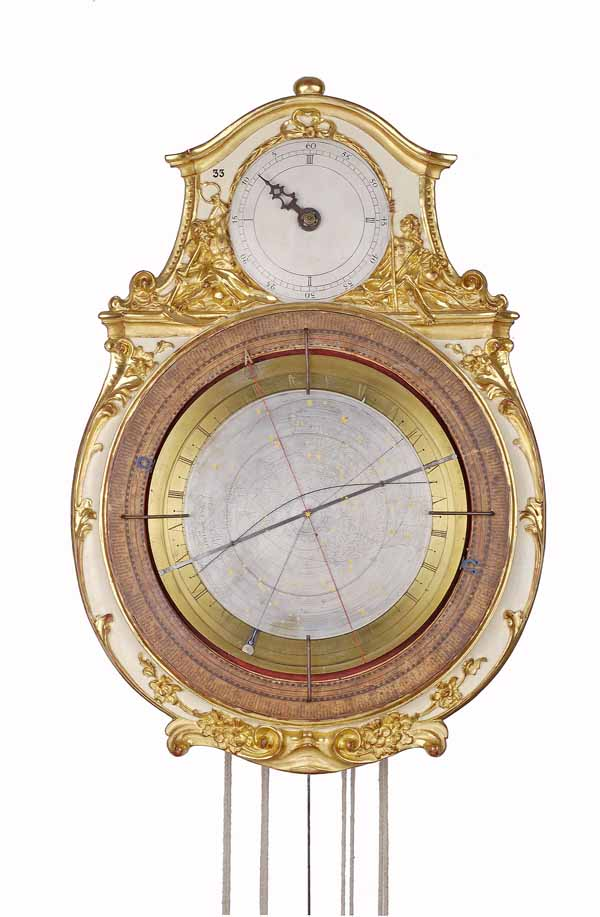
Geographisch-astronomische Uhr (1787)
Deutsches Uhrenmuseum

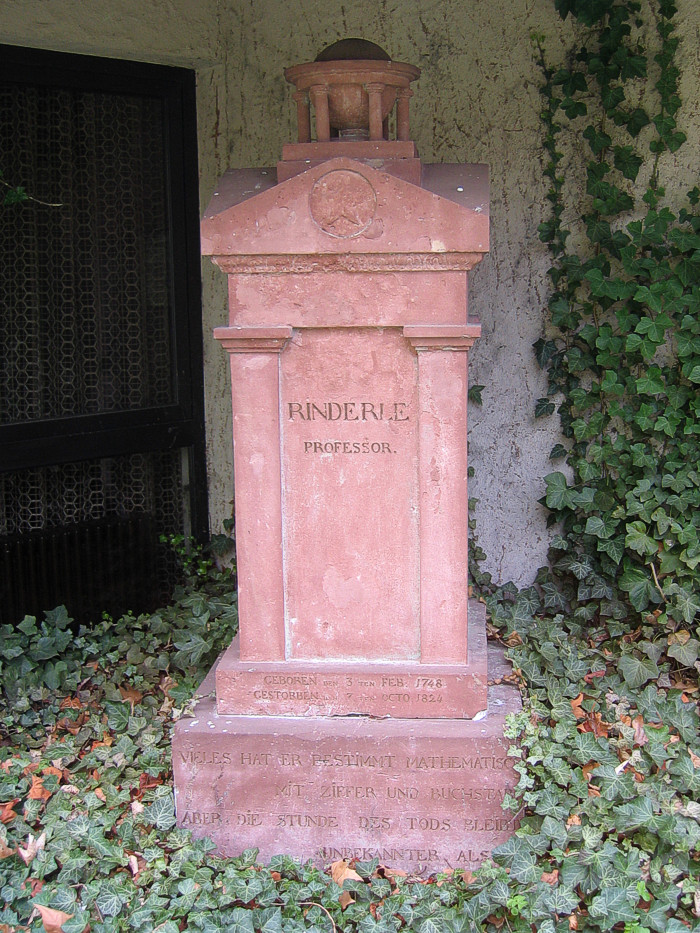
Grabmal von Thaddäus Rinderle auf dem Friedhof von Staufen

Thaddäus Rinderle OSB (eigentlich: Mathias Rinderle) (* 3. Februar 1748 in Staufen; † 7. Oktober 1824 in Freiburg im Breisgau) war ein deutscher Mathematiker, Benediktiner und Priester.

## Leben
Rinderle stammte aus einfachen Verhältnissen; er war der Sohn eines Landpächters und wurde am 3. Februar 1748 in seinem Elternhaus in Staufen geboren. Sein Vater Johannes und seine Mutter Anna Maria Rinderle tauften ihren Sohn noch am gleichen Tag in der St. Martinskirche auf den Namen Matthias. Von 1763 bis 1766 war er Schüler im Klostergymnasium St. Peter im Schwarzwald. Im Alter von 19 Jahren trat er in den Benediktinerorden in St. Peter im Schwarzwald ein und nahm seinen Mönchsnamen Thaddäus an. Später wurde er Mathematikprofessor an der Universität Freiburg im Breisgau. Er sollte der letzte Professor dieser Universität sein, der noch im Mönchshabit lehrte.
Seine Profess legte er am 28. Oktober 1767 ab und empfing die Priesterweihe am 27. September 1772. Vom Abt Philipp Jakob Steyrer wurde er zur Ausbildung in der Mathematik an die Universität Salzburg geschickt. Zurückgekehrt zeichnete er sich durch Erfindungen optischer und mechanischer Instrumente aus, wie Rechnungs- und Nivellierungsmaschinen sowie Astronomischer Uhren. In Zusammenarbeit mit Pater Landolin fertigte er zwei mächtige Globen. 1788 ernannte ihn die philosophische Fakultät zum Professor der angewandten Mathematik an der Freiburger Hochschule, hier war er bis zum 14. Januar 1819 tätig und wurde in den Ruhestand versetzt.

## Der Uhrenpater
Rinderle, der sich seit jeher für Technik und speziell für den Uhrenbau interessiert hatte, konstruierte 1787 eine geographisch-astronomische Uhr, die 1859 als erstes nachweislich käuflich erworbenes Objekt in den Besitz der Uhrmacherschule Furtwangen, der Vorgängerinstitution des Deutschen Uhrenmuseums überging. Rinderle wird im Tagebuch seines Abtes Ignaz Speckle oft als Uhrenpater bezeichnet. Er gab sein Wissen an die Bevölkerung der umliegenden Dörfer weiter.

## Grabstein
Rinderle wurde auf dem Alten Friedhof in Freiburg begraben. Dort befindet sich eine um 1986 erstellte Replik seines Grabsteins, während das Original unter dem Dach der Einsegnungshalle des Friedhofs in Staufen erhalten blieb. Die Grabinschrift lautet: Vieles hat er bestimmt mathematisch/mit Ziffer und Buchstab/Aber die Stunde des Tods/bleibt unbekannter als x. Es ist vermutet worden, er habe dieses Epigramm, das sein Leben als Mönch unberücksichtigt lässt, selbst verfasst. Kurt Schmidt konnte jedoch nachweisen, dass Julius Franz Borgias Schneller der Verfasser war, seit 1823 Professor der Philosophie in Freiburg, der es seiner Gedächtnisrede auf Rinderle voranstellte.

## Ehrungen
Nach Thaddäus Rinderle ist seit 1978 eine Grundschule in Staufen benannt. Sein Geburtshaus in Staufen befand sich am heutigen Durchgang von der Rathausgasse in die Meiergasse. Es wurde im Jahr 1910 abgerissen. Zum 200. Todestag errichtete der Arbeitskreis Staufener Stadtbild im Oktober 2024 in der Nähe des Hauses eine Gedenktafel.